# Galo Plaza (Corredor Ecovía)
Galo Plaza es la vigésimo quinta parada correspondiente al sistema integrado de transporte Ecovía, inaugurada en el año 2001, ubicada en la Avenida 6 de Diciembre y Capitán Ramón Roca en el sector de la Mariscal cuyas cercanías destacan el Centro Comercial Espiral y el Mercado Artesanal su iconografía representa la silueta de Galo Plaza Lasso quien fue presidente de la República del Ecuador entre los años de 1948 y 1952 además de ser embajador del Ecuador en Estados Unidos entre los años 1944 y 1946.
Esta parada a partir del ingreso de las 80 nuevas unidades articuladas en el año 2012 con motivo de la ampliación del servicio de la Ecovía hasta el sector de Quitumbe, pasó a tener carácter de estación integradora a pesar de su reducido tamaño debido a que muchos usuarios hacen trasbordo en este andén para ir hasta el sector sur y a diferencia del andén Eugenio Espejo que es amplio, este andén es muy estrecho lo que a veces dificulta el transbordo, se podría decir que es una de las paradas más importantes del sistema y una con mayor flujo de pasajeros prácticamente considerándola como estación.